# Cebolla frita

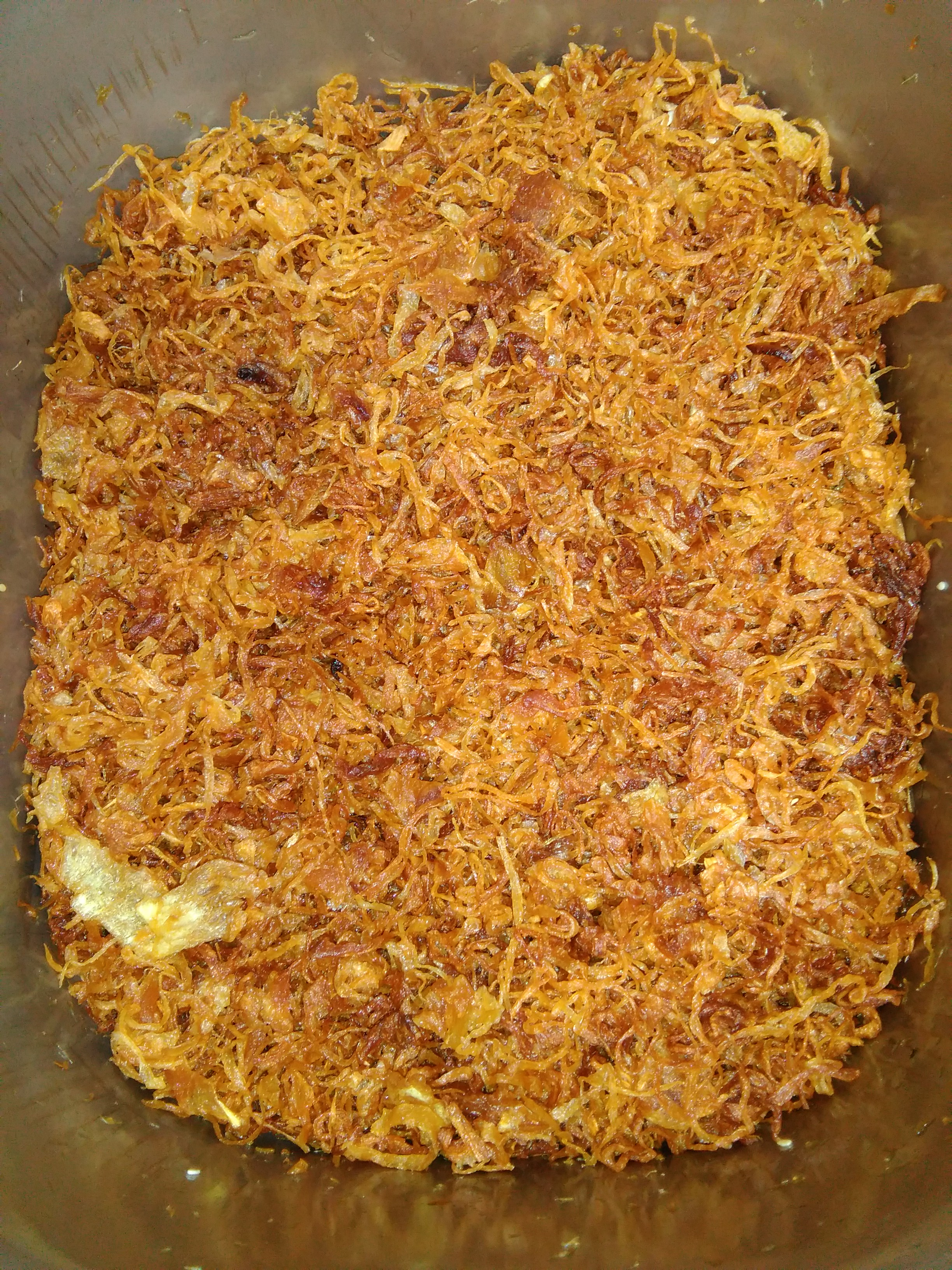
Cebolla frita Iraní

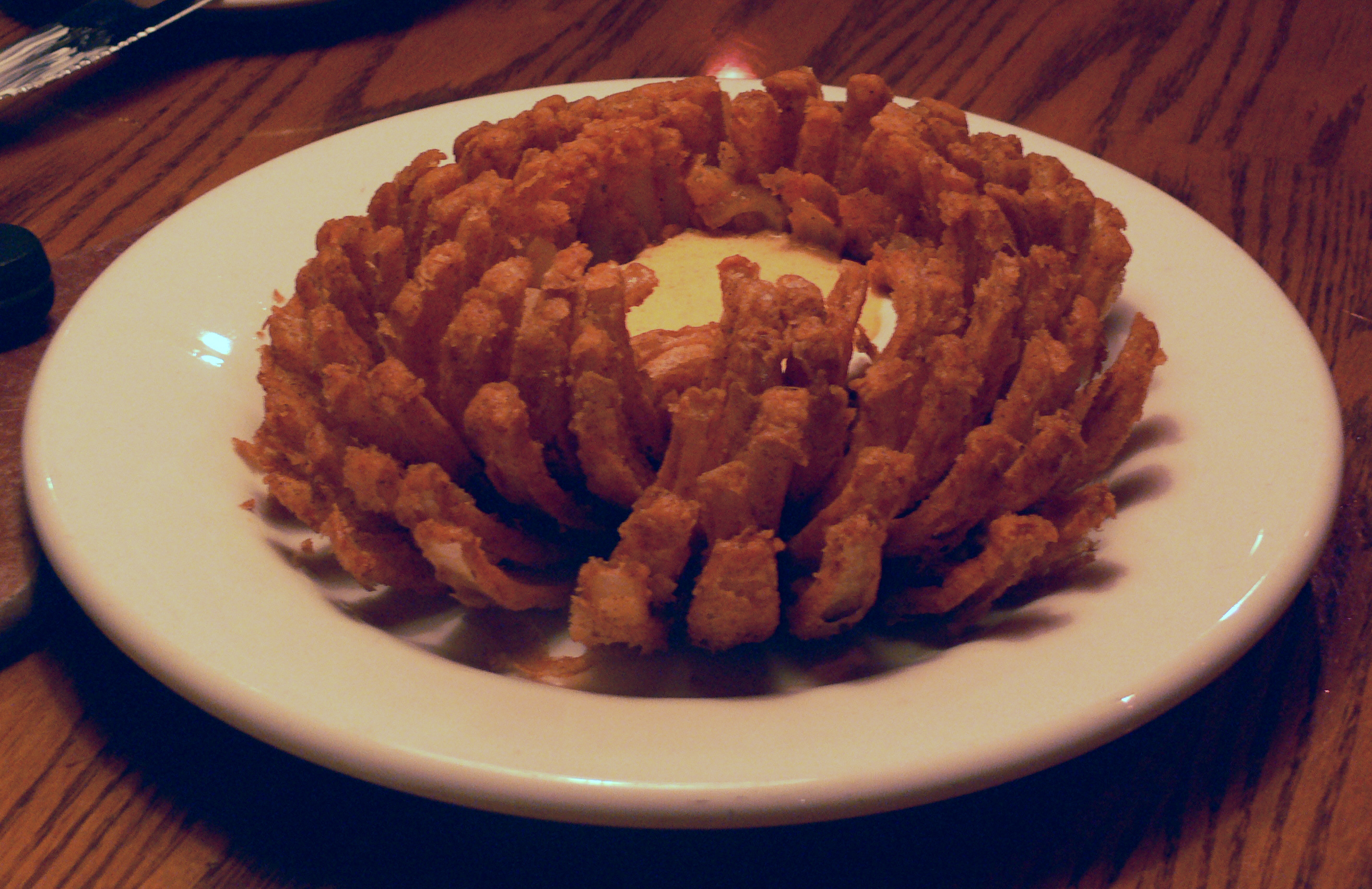
Cebolla frita ofrecida como aperitivo (blooming onion).

La cebolla frita es una guarnición en numerosos menús de comida rápida a lo largo del mundo. Dependiendo del país se suelen elaborar de diferentes formas. En muchos casos es un ingrediente de los perritos calientes, Una de las versiones son los aros de cebolla, que consisten en cebollas cortadas en aros rebozados y posteriormente fritos, servidos como acompañamiento de hamburguesas u solos, como aperitivo.

## Características
En algunas ocasiones la cebolla frita es un sustituto de las patatas fritas. En algunas cocinas, como la estadounidense, existen platos como el green bean casserole que emplean cebolla frita como ingrediente principal. 